# Chantecoq (Marne)
Pour les articles homonymes, voir Chantecoq (homonymie).
Chantecoq est une ancienne commune française de la Marne, rattachée en 1968 à la commune de Giffaumont, devenue plus tard Giffaumont-Champaubert.

## Toponymie
Anciennes mentions : Chantecoc (1222), Chantecoq (1236), Chantechoc (1237), Chantecocq (1634).

## Histoire
La commune de Chantecoq est rattachée à celle de Giffaumont le 1er janvier 1968.
Pour réaliser le lac-réservoir de Der-Chantecoq (inauguré en 1974), l'ancien village de Chantecoq fut englouti.
Un musée, le musée du pays du Der, situé à Sainte-Marie-du-Lac-Nuisement, inauguré en 1999, a été créé pour conserver la mémoire des trois villages disparus sous les eaux du lac.

## Administration
| Période                                  | Période | Identité | Étiquette | Qualité |
| ---------------------------------------- | ------- | -------- | --------- | ------- |
| Les données manquantes sont à compléter. |         |          |           |         |
| 1875                                     |         | Charlier |           |         |
| 1876                                     |         | Girardin |           |         |

## Démographie
| 1800 | 1806 | 1821 | 1831 | 1836 | 1841 | 1846 | 1851 | 1856 |
| ---- | ---- | ---- | ---- | ---- | ---- | ---- | ---- | ---- |
| 102  | 90   | 86   | 87   | 85   | 97   | 114  | 124  | 108  |

| 1861 | 1866 | 1872 | 1876 | 1881 | 1886 | 1891 | 1896 | 1901 |
| ---- | ---- | ---- | ---- | ---- | ---- | ---- | ---- | ---- |
| 97   | 122  | 121  | 123  | 120  | 110  | 99   | 96   | 95   |

| 1906 | 1911 | 1921 | 1926 | 1931 | 1936 | 1946 | 1954 | 1962 |
| ---- | ---- | ---- | ---- | ---- | ---- | ---- | ---- | ---- |
| 90   | 96   | 76   | 69   | 69   | 62   | 65   | 56   | 57   |